# 1988年臺灣農民運動
1988年台灣農民運動（又稱520事件、520農民運動）為台灣發生於1988年5月20日的農民大規模社會群眾運動，也是臺灣解嚴後首次爆發激烈警民衝突的社會群眾運動。

衝突中被民眾拆下的立法院匾額，其中一位是詹益樺。現場留下滿地石塊。

## 背景
1988年春季，中華民國政府在李登輝執政下決定擴大開放美國農產品進口台灣的數量與種類，引起大多數農民的質疑和恐慌。

## 社運過程
1988年5月20日，林國華、蕭裕珍、詹朝立等人率領雲林縣農權會，以「農業開放可能導致農民權利受損」為抗議目標，主導台灣南部農民北上台北市請願。大批農民聚集於台北車站前的街道，林國華擔任總指揮、蕭裕珍擔任副總指揮，準備前往中正紀念堂，並且提出全面農民保險、全面農眷保險、肥料自由買賣、增加稻米保證價格與收購面積、廢止農會總幹事遴選、廢止農田水利會會長遴選、成立農業部、農地自由買賣等八項要求。當天爆發民眾與警方的多次衝突。
1988年5月20日下午兩點，民眾在立法院前與警方爆發激烈衝突。次日凌晨，憲兵展開驅離行動，介於警民之間要求和平的學生首當其衝，遭到毆傷、逮捕。但被驅散的群眾仍與警方發生零星的衝突，總計130多人被捕、96人被移送法辦。

## 後續
1988年5月23日，台灣基督教城鄉宣教協會（TURM）發布聲明稿，呼籲李登輝政府：
1. 立即釋放520事件中被捕的無辜民眾、農民與學生。
2. 慰問520事件中無辜受傷的民眾、農民、學生與新聞採訪人員，並承擔一切醫療賠償。
3. 立即追究520事件中採取高壓手段脅迫暴行的憲警單位及其負責人。
4. 立即停止加諸520事件領導者及無辜農民的歪曲報導。
5. 無力推動農民政策的政府單位首長應立即下台。
6. 公開研議合理的農業政策，和平解決農民的生計權益。
7. 如果政府仍一意孤行、漠視農民權益，該會將繼續投入及支援農民的抗議行動[3]。

1988年5月31日，台灣基督長老教會發布聲明稿，要求：司法機關公正處理520事件，政府徹底檢討農業政策、以具體方案增進農民權益，讓真正施暴的暴徒、警察與憲兵接受法律制裁。
1989年7月，李登輝政府全面實施農民健康保險，農民在520遊行中的七項訴求完成三項：肥料降價、稻穀價格提高、農地釋出。然而，示威後的代價則是1989年5月，包括總指揮林國華等十九人被以《中華民國刑法》妨害公務罪判處有期徒刑一到三年不等。
2021年10月23日，前民主進步黨社會運動部主任郭文彬回憶，520農民運動時包括他在內的大學生被捕，他們被鎮暴警察沖散、陸續被抓進臺北市政府警察局城中分局；事後他聽說，幾位民進黨立法委員到場關心、也向警方爭取釋放人犯，過程中朱高正被警察打。
2022年4月20日，促進轉型正義委員會發布新聞稿指出，自雲林縣載運白菜至520遊行現場的貨車司機邱煌生，遭指控預先於貨車內藏匿石塊協助預謀攻擊警察，被依《中華民國刑法》妨害公務罪判處有期徒刑1年4個月；促轉會重新調查後認定，此件屬於《促進轉型正義條例》規定「應予平復司法不法」的刑事有罪判決，依法應視為撤銷。
2023年5月20日，紀念520農運35週年，民進黨雲林縣第二選舉區立法委員劉建國在雲林縣斗南鎮舉辦「農民相挺農業部、台灣農業更大步」感恩惜福紀念會。行政院農業委員會主任委員陳吉仲接受媒體聯訪時表示，520農運人士提出的七大訴求，在蔡英文政府主政、以及立委的努力下，農委會幾乎都達成。

## 影響
520農民運動是戰後臺灣最大規模的農民請願行動，而警民衝突之激烈也是前所未聞。後來由11名教授組成調查團，提出《520事件調查報告書》，認為林國華等人並無暴力預謀意向，反駁檢調單位有關遊行民眾預藏器具進行暴力行動的指控。時至今日，檢視這場歷年來最嚴重的街頭衝突事件，警察與民眾將近二十小時的激戰、對立，在警棍、石塊、甚至燃燒汽油的情況下不少民眾與員警受傷，某種程度說明了台灣人為民主所付出的代價。
1988年6月28日，因520農民運動的契機，全台農運領袖集聚台中縣豐原市，計畫成立全國性農民運動組織。因統獨意識型態，先是名稱發生爭議：蔡建仁、陳秀賢等起草的全國性農民運動組織名稱為「全省農民聯盟」；民進黨新潮流系成員戴振耀發言反對，主張台灣主體性，應改為「台灣農民聯盟」，爭議後動用表決獲得支持通過。隨後又因主席人選，雙方爆發嚴重肢體衝突，戴振耀等台派旗幟鮮明的各地農權會代表全部離席、另立「台灣農權總會」，農運團體自此分裂為二。
520農民運動中，原定的和平示威演變成激烈的街頭暴力衝突，起因有諸多說法，包括：軍警派遣奸細挑起事端；新潮流系蓄意挑起暴力衝突，以破壞農運的群眾基礎、遏止農運繼續向左翼發展；「衝組」（民進黨的城市基層支持者，習於和鎮暴警察肢體衝突對抗）挑起衝突以後，農民連帶遭到暴力鎮壓……等。520農民運動導致許多農民不敢再上街抗爭，甚至導致許多農民敵視農盟的地方幹部；當時參與農盟運作的民進黨基層黨工也因此開始敵視新潮流系，農盟在1990年代消沉停擺。
2013年12月28日，國立中正大學教授管中祥表示，520農民運動中，他在綠色小組拍攝的錄影帶中看見，「暴警」挑釁群眾，並用警棍毆打手無寸鐵的老農、老婦與學生；這些與主流媒體完全相反的影像令他大為震撼，他開始對政治與媒體產生許多疑惑，甚至開始試著從不同的角度理解世界。